# 常陽クレジット
株式会社常陽クレジット（じょうようクレジット）は、かつて存在した常陽銀行傘下（連結子会社）のクレジットカード会社である。

## 概要
三菱UFJニコス株式会社(DCカード)及び株式会社ジェーシービー(JCB)のフランチャイジー(FC)であり、主にDC及びJCBの加盟店の開拓を行っている。
クレジットカードの発行については、一部を除き常陽銀行（DC及びJCBのFCでもある）が主に行っていた。
2016年（平成28年）10月1日、株式交換により常陽銀行を完全子会社とした「足利ホールディングス」が社名変更し、株式会社めぶきフィナンシャルグループ（めぶきFG）が発足。常陽クレジットは、めぶきFGの孫会社となった。
2021年（令和3年）4月1日、めぶきFGの関連会社であるあしぎんカード（足利銀行傘下）を吸収合併し、めぶきカードに社名変更した。